# Benzofurano
Benzofurano é o composto heterocíclico consistindo de anéis de benzeno e furano. Este sólido incolor é um componente do alcatrão da hulha. Benzofurano é o "parente" de muitos compostos relacionados com estruturas mais complexas. Por exemplo, psoraleno é um derivado de benzofurano que ocorrre em diversas plantas.

## Produção
Benzofurano é extraido do alcatrão da hulha.  É também obtido por dehidrogenação de 2-etilfenol.

### Métodos laboratoriais
Benzofurano pode ser preparado por alquilação O de salicilaldeído com ácido cloroacético seguida por desidratação do éter resultante. Em outro método chamado "rearranjo de Perkin" uma cumarina é reagida com um hidróxido:

## Segurança
A LD50 em ratos é 500 mg/kg.

## Compostos relacionados
- Furano, um análogo sem o anel benzênico fundido.
- Indol, um análogo com um nitrogênio no lugar do átomo de oxigênio.
- Isobenzofurano, o isômero com oxigênio na posição adjacente.
- Aurono